# بورجو سان جيوفاني
بورجو سان جيوفاني هي بلدية (بلدية) في مقاطعة لودي في منطقة لومباردي الإيطالية ، وتقع على بعد حوالي 30 كيلومتر (19 ميل) جنوب شرق ميلانو وحوالي 8 كيلومتر (5 ميل) جنوب غرب لودي .
يقع بورجو سان جيوفاني على حدود البلديات التالية: لودي فيكيو ، ساليرانو سول لامبرو ، بيفي فيسيراجا ، كاستيراغا فيداردو ، سانت أنجيلو لوديجيانو .